# Teodora a III-a

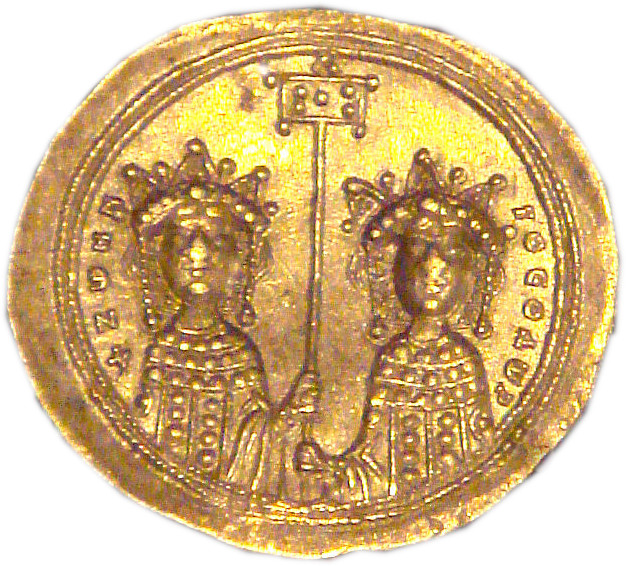
Monedă de aur reprezentând pe Zoe și Teodora a III-a

Teodora a III-a (greacă Θεοδώρα), (n. 984 d.Hr., Constantinopol, Imperiul Roman de Răsărit – d. 31 august 1056, Constantinopol, Imperiul Roman de Răsărit) a fost o împărăteasă a Bizanțului. Teodora a fost fiica lui Constantin al III-lea și sora cea mai mică a Zoei. În anul 1032 a fost nevoită să se retragă la mănăstire. La 21 aprilie 1042, în fruntea unei revolte a maselor, a revendicat dreptul ei de succesoare pe tronul bizantin. Însă, în luna iulie a aceluiași an, a trebuit să renunțe la tron în favoarea lui Constantin al IX-lea Monomahul, care s-a căsătorit cu sora ei, Zoe. După moartea împăratului Constantin al IX-lea în 1055, Teodora a urcat la vârsta de 70 de ani din nou pe tron și a domnit până la moartea sa, în anul 1056. Înainte de moarte, Teodora a III-a, neavând copii, l-a desemnat ca urmaș pe Mihail al VI-lea Bringas, astfel urmând pe tronul bizantin o dinastie macedoneană. Ulterior, Mihail a fost învins de un ofițer bizantin, Isaac Comnenul (care se va încorona ca Isaac I Comnen), împăratul detronat murind într-o mănăstire.